# Vòng loại Giải vô địch bóng đá thế giới 1958 – khu vực châu Á và châu Phi
Vòng loại Giải vô địch bóng đá thế giới 1958 khu vực châu Á và châu Phi đóng vai trò là vòng sơ loại cho các đội tuyển trong khu vực. Đội thắng giải sẽ đối đầu với một đội châu Âu trong trận play-off liên lục đĩa. Để xem tổng quan về các vòng loại, hãy tham khảo bài viết Vòng loại Giải vô địch bóng đá thế giới 1958.
FIFA đã từ chối đơn đăng ký tham dự của Ethiopia và Hàn Quốc, trong khi Đài Loan (Trung Hoa Dân Quốc) rút lui. 8 đội còn lại thi đấu theo thể thức loại trực tiếp, các trận đấu được tổ chức theo thể thức lượt đi – lượt về. Đội thắng chung cuộc sẽ giành quyền đi tiếp. Tuy nhiên, do tất cả các đối thủ ban đầu từ chối thi đấu với họ, Israel đã giành chiến thắng mà không cần thi đấu và giành quyền vào trận play-off tranh vé vớt gặp Xứ Wales.

## Thể thức thi đấu
Có bốn vòng:
- Vòng 1: 8 đội chia thành 4 cặp đấu loại trực tiếp để xác định 4 đội thắng.
- Vòng 2: 4 đội thắng ở vòng 1 lập thành 1 bảng, thi đấu vòng tròn; 2 đội đứng đầu vào vòng 3.
- Vòng 3: 2 đội còn lại tranh nhau 1 suất vào trận play-off liên lục địa CAF/AFC – UEFA.

## Vòng 1

### Bảng 1
| VT | Đội                | ST | T | H | B | BT | BB | TLB   | Đ | Giành quyền tham dự                            |  | Indonesia | Trung Quốc | Đài Loan |
| -- | ------------------ | -- | - | - | - | -- | -- | ----- | - | ---------------------------------------------- |  | --------- | ---------- | -------- |
| 1  | Indonesia          | 2  | 1 | 0 | 1 | 5  | 4  | 1,250 | 2 | Lọt vào vòng hai nhờ hiệu số bàn thắng tốt hơn |  | —         | 2–0        | —        |
| 2  | Trung Quốc         | 2  | 1 | 0 | 1 | 4  | 5  | 0,800 | 2 |                                                |  | 4–3       | —          | —        |
| 3  | Trung Hoa Dân Quốc | 0  | 0 | 0 | 0 | 0  | 0  | —     | 0 |                                                |  | —         | —          | —        |

| Indonesia       | 2–0      | Trung Quốc |
| --------------- | -------- | ---------- |
| Ramang 47', 80' | Chi tiết |            |

| Trung Quốc                                                       | 4–3      | Indonesia                     |
| ---------------------------------------------------------------- | -------- | ----------------------------- |
| Zhang Honggen 1' · Nian Weisi 9' · Sun Fucheng 47' · Wang Lu 75' | Chi tiết | Ramang 25', 55' · Witarsa 70' |

| Indonesia | 0–0 (s.h.p.) | Trung Quốc |
| --------- | ------------ | ---------- |
|           | Chi tiết     |            |

### Bảng 2
| VT | Đội        | ST | T | H | B | BT | BB | TLB | Đ | Giành quyền tham dự   |  | Israel | Thổ Nhĩ Kỳ |
| -- | ---------- | -- | - | - | - | -- | -- | --- | - | --------------------- |  | ------ | ---------- |
| 1  | Israel     | 0  | 0 | 0 | 0 | 0  | 0  | —   | 0 | Đặc cách vào Vòng hai |  | —      | —          |
| 2  | Thổ Nhĩ Kỳ | 0  | 0 | 0 | 0 | 0  | 0  | —   | 0 | Từ chối đá với Israel |  | —      | —          |

### Bảng 3
| VT | Đội    | ST | T | H | B | BT | BB | TLB | Đ | Giành quyền tham dự   |  | Ai Cập | Cộng hòa Síp |
| -- | ------ | -- | - | - | - | -- | -- | --- | - | --------------------- |  | ------ | ------------ |
| 1  | Ai Cập | 0  | 0 | 0 | 0 | 0  | 0  | —   | 0 | Đặc cách vào vòng hai |  | —      | —            |
| 2  | Síp    | 0  | 0 | 0 | 0 | 0  | 0  | —   | 0 | Rút lui               |  | —      | —            |

### Bảng 4
| VT | Đội   | ST | T | H | B | BT | BB | TLB   | Đ | Giành quyền tham dự |  | Sudan | Syria |
| -- | ----- | -- | - | - | - | -- | -- | ----- | - | ------------------- |  | ----- | ----- |
| 1  | Sudan | 2  | 1 | 1 | 0 | 2  | 1  | 2,000 | 3 | Vòng hai            |  | —     | 1–0   |
| 2  | Syria | 2  | 0 | 1 | 1 | 1  | 2  | 0,500 | 1 |                     |  | 1–1   | —     |

| Sudan              | 1–0      | Syria |
| ------------------ | -------- | ----- |
| Manzul 78' (ph.đ.) | Chi tiết |       |

| Syria        | 1–1      | Sudan     |
| ------------ | -------- | --------- |
| Al-Zarqa 70' | Chi tiết | Faris 38' |

## Vòng 2
| VT | Đội       | ST | T | H | B | BT | BB | HS | Đ | Giành quyền tham dự |   |   |   |   |   |
| -- | --------- | -- | - | - | - | -- | -- | -- | - | ------------------- | - | - | - | - | - |
| 1  | Israel    | 0  | 0 | 0 | 0 | 0  | 0  | 0  | 0 | Đặc cách vào vòng 3 |   | — | — | — | — |
| 2  | Sudan     | 0  | 0 | 0 | 0 | 0  | 0  | 0  | 0 | Đặc cách vào vòng 3 |   | — | — | — | — |
| 3  | Ai Cập    | 0  | 0 | 0 | 0 | 0  | 0  | 0  | 0 |                     |   | — | — | — | — |
| 4  | Indonesia | 0  | 0 | 0 | 0 | 0  | 0  | 0  | 0 |                     | — | — | — | — |   |

## Vòng 3
| VT | Đội    | ST | T | H | B | BT | BB | TLB | Đ | Giành quyền tham dự                                                    |  | Israel | Sudan |
| -- | ------ | -- | - | - | - | -- | -- | --- | - | ---------------------------------------------------------------------- |  | ------ | ----- |
| 1  | Israel | 0  | 0 | 0 | 0 | 0  | 0  | —   | 0 | Trận play-off liên lục địa vì không có trận đấu nào được diễn ra       |  | —      | —     |
| 2  | Sudan  | 0  | 0 | 0 | 0 | 0  | 0  | —   | 0 | Các đội từ chối ra sân với Israel vì cuộc tẩy chay của Liên đoàn Ả Rập |  | —      | —     |

## Play-off liên lục địa
| Đội 1  | TTS | Đội 2 | Lượt đi | Lượt về |
| ------ | --- | ----- | ------- | ------- |
| Israel | 0–4 | Wales | 0–2     | 0–2     |

Xứ Wales thắng với tổng tỷ số 4–0 và giành quyền tham dự Giải vô địch bóng đá thế giới 1958.

## Cầu thủ ghi bàn
Đã có 12 bàn thắng ghi được trong 4 trận đấu, trung bình 3 bàn thắng mỗi trận đấu.

4 bàn thắng
- Rusli Ramang

1 bàn thắng
- Zhang Honggen
- Nian Weisi
- Sun Fucheng
- Wang Lu
- Siddiq Manzul
- Suleiman Faris
- Endang Witarsa
- Jabra Ala-Zarqa